# Pseudorabdion albonuchalis
Pseudorabdion albonuchalis är en ormart som beskrevs av Günther 1896. Pseudorabdion albonuchalis ingår i släktet Pseudorabdion och familjen snokar. IUCN kategoriserar arten globalt som livskraftig. Inga underarter finns listade i Catalogue of Life.
Arten förekommer på norra Borneo. Den vistas i låglandet och i kulliga områden upp till 600 meter över havet. Ormen lever i skogar och den hittas främst i lövskiktet. Kanske gräver den även i översta jordlagret.